# 温湯温泉 (宮城県)
温湯温泉（ぬるゆおんせん）は、宮城県栗原市花山にある温泉で、花山温泉とも呼ばれる。
迫川の源流のほとりにたたずむ山あいの出湯で、1150年ごろのある日、山が崩れたのがきっかけで温泉が湧き出したといわれている。古くは「寒湯」と書き、明治時代に栗駒山の火山活動の活発化により湯温が上昇し、それに伴って温泉名も「温湯」と改められた。

## 歴史
- 1150年ごろ（平安時代末期） 温泉が湧き出した。
- 1180年 奥州藤原氏三代藤原秀衡が湯神社を祭祀した。
- 1285年（弘安8年）ごろから奥州に隠れ住んでいた三浦氏の子孫が、江戸時代になって関守として伊達家に支えた。以来、湯宿として栄えてきた。
- 江戸時代には「仙台藩仙北御境目寒湯御番所」が置かれていた。番所跡には役宅等が残り、「仙台藩花山村寒湯番所跡」として国の史跡に指定されており、藩政時代の面影を今に残している。
- 2008年の岩手・宮城内陸地震で被災し、温泉旅館は源泉の枯渇もあり休業状態となった[2]。
- 2020年 温泉旅館が日帰り入浴専業の形で12年ぶりに営業再開。

## 泉質
- ナトリウム-塩化物泉

## 温泉街
日本秘湯を守る会に加盟している一軒宿の「佐藤旅館」がある。明治から昭和初期にかけて建築された、ノスタルジックな旧館の中庭を旧街道が通っている。当時としては非常にモダンな建物で、かつて地元の社交場としてにぎわったという。しかし、岩手・宮城内陸地震で被災、源泉も枯渇して営業を休止した。温泉が2010年8月に再び湧出し、再開の準備を進めていた矢先に東日本大震災に見舞われ、休業が継続する。地震から10年が経過した2018年6月に、地元企業が旅館経営者と運営委託契約を結んで同年秋からの日帰り入浴復活を経て2019年からの旅館業再開を目指していると報じられた。源泉については栗原市が掘削した泉源などを利用する方針。その後、2018年11月の時点では営業再開は2019年4月中旬になる予定と報じられていた。しかし、事業を手がけている企業は2019年7月にfacebookにおいて、佐藤旅館の再生に関する融資審査が金融機関から通らなかったことを明らかにした。再開に向けた活動は継続すると表明していた。約1年が経過した2020年7月2日、企業のfacebookにおいて、佐藤旅館の旅館業営業許可を6月26日付で取得したことが報告され、同年秋より一般客を受け入れる方針が明らかにされた（現状はある事業者への貸切にしていると記載されている）。2020年11月より日帰り入浴で、2021年4月より一般宿泊で営業を再開した。
栗原市営の公共温泉宿泊施設「温湯山荘」は、震災後も営業を継続している。

## アクセス
- 車 : 東北自動車道築館ICから約50分

かつては東北新幹線くりこま高原駅からミヤコーバス温湯線（所要時間約90分）が運行されていたが、路線短縮ののちに廃止された。2019年3月までは、栗原市民バスの花山地区市民バスが花山小学校下から代替として運行され、石越駅やくりこま高原駅から栗原市民バス若柳線と花山線を築館総合支所で乗り継ぎ、花山線の「座主」停留所で花山地区市民バス（平日のみ運行）に乗り換える形で訪問が可能だった。しかし、2019年4月より花山地区市民バスが、地域住民の事前予約制による「乗合デマンド交通」に移行したため、一般客が公共交通で温泉を訪れることは不可能になった。その後、栗原市民バスがくりこま高原駅から「道の駅・自然薯の館」バス停（座主より温泉寄り）までの直通運行を2024年4月に開始したのに合わせ、佐藤旅館では宿泊客限定でバスの時間に合わせた送迎を実施している。